# 朝倉智也
朝倉 智也（あさくら ともや、1966年3月16日 - ）は、日本の実業家。東京都出身。SBIグローバルアセットマネジメント株式会社（旧モーニングスター株式会社）代表取締役社長、SBIホールディングス株式会社取締役副社長、ウエルスアドバイザー株式会社代表取締役社長、SBIグループの資産運用全般を管掌し、SBIアセットマネジメント株式会社、岡三アセットマネジメント株式会社取締役兼務。

## 経歴
1989年慶應義塾大学文学部卒。金融業界を志し北海道拓殖銀行へ就職した後、米国大手証券会社メリルリンチ証券 を経て、1995年米国イリノイ大学大学院でMBAを取得。その後、ソフトバンク株式会社に転進し、ここで北尾吉孝（現SBIホールディングス株式会社代表取締役執行役員CEO）と出会い、師事する。ソフトバンク株式会社においては、財務部で資金調達・資金運用全般、子会社の設立および上場準備を担当、1998年、SBIホールディングスと米国モーニングスターのジョイントベンチャーであるモーニングスター株式会社設立に参画、2004年モーニングスター株式会社代表取締役COO。2010年サーチナ株式会社がSBIホールディングス株式会社の子会社となり、2011年より現職。
その過程でモーニングスター株式会社において、2008年に証券専門誌NO.1「株式新聞」を発行する株式新聞社を吸収合併、2011年にはウェブコンサルを手がける子会社ゴメス・コンサルティング株式会社を吸収合併し、モーニングスター株式会社の業績発表を見る限り、両社とも事業を大幅に再生して成長を遂げている。
その他の活動としては、2007年に、投資信託および投資法人の将来ビジョンを検討する投資信託協会の投資信託懇談会のメンバーとなる。2009年には、株式会社大阪取引所（旧株式会社大阪証券取引所）と株式会社ジャスダック証券取引所の「市場統合のあり方に関する委員会」のメンバーとなり、2011年12月16日に金融審議会「我が国金融業の中長期的な在り方に関するワーキング・グループ」での提言、「投資信託に関する現状の課題と対応」が業界に大きな刺激を与える。
2023年これまでの日本での「モーニングスター」のブランドを「米国モーニングスター」に80億円の対価にて返還を行い、日本でのモーニングスター株式会社は2023年3月30日にSBIグローバルアセットマネジメント株式会社に社名を変更し代表取締役社長就任、新たにSBIグローバルアセットマネジメント株式会社の傘下としたウエルスアドバイザー株式会社の代表取締役社長としてモーニングスター株式会社が日本で行っていた従来の投信評価と投資情報サービスを継続して提供。なお、SBIグループの資産運用全般を管掌し、SBIアセットマネジメント株式会社、岡三アセットマネジメント株式会社の取締役も兼務している。
第三者の投信評価機関として、中立的・客観的な投資情報の提供を行い、個人投資家の的確な資産形成に努めており、資産運用にかかわるセミナー講師として数多く登壇している。
facebookページのファン数は7,000人を超えており、特に投信分野に関しては新聞や雑誌でのインタビューなど多数。「投信業界のご意見番」として知られている。

## 主な著書
- 「投資信託選びでいちばん知りたいこと」(武田ランダムハウス講談社 2006/3/16)
- 「投資信託選びでもっと知りたいこと」（武田ランダムハウス講談社 2007/12/20）
- 「３０代からはじめる投資信託選びでもっと知りたいこと」（ダイヤモンド社 2011/05/20）
- 「低迷相場でも負けない資産運用の新セオリー」（朝日新聞出版 2012/12/07）
- 「新版　投資信託選びでいちばん知りたいこと」（ダイヤモンド社 2013/9/28）
- 「一生モノのファイナンス入門」（ダイヤモンド社　2016/3/25）
- 「ものぐさ投資術 「定額積み立て分散投資」入門」（PHPビジネス新書 2016/5/18）
- 「マイナス金利にも負けない究極の分散投資術」（朝日新聞出版 2016/6/7）
- 「iDeCo(イデコ)」で自分年金をつくる 個人型確定拠出年金の超・実践的活用術」（祥伝社 2016/12/24）
- 「ETFはこの7本を買いなさい―世界No.1投信評価会社のトップが教えるおすすめ上場投資信託」（ダイヤモンド社 2017/6/22）
- 「「つみたてNISA」はこの7本を買いなさいー世界No.1投信評価会社のトップが教える安心・簡単な投資法」（ダイヤモンド社 2018/2/16）
- 「怖がりの人ほど成功する! 丸投げ投資生活」（ナツメ社 2018/11/9）
- 「このままではあなたの現金の価値が下がる！ インフレ・円安からお金を守る最強の投資」（ダイヤモンド社 2023/3/29）